# Weekly Shōnen Sunday
Weekly Shōnen Sunday (週刊少年サンデー, Shūkan Shōnen Sandē) est un magazine de prépublication de mangas hebdomadaire de type shōnen publié par la Shōgakukan depuis 1959. De nombreux mangakas prestigieux comme Osamu Tezuka, Rumiko Takahashi, Gōshō Aoyama ou Mitsuru Adachi ont vu leurs séries prépubliées dans le Sunday.

## Histoire
Weekly Shōnen Sunday a été publié pour la première fois le 17 mars 1959 en réponse à son rival Weekly Shōnen Magazine. Le premier numéro mettait en vedette Shigeo Nagashima (en), le joueur star des Yomiuri Giants sur la couverture, et un article de félicitations d'Isoko Hatano, un psychologue pour enfants réputé.
Malgré son nom, Weekly Shōnen Sunday a été initialement publié le mardi de chaque semaine, passant aux mercredis en 2011. Le Sunday en français : « dimanche » du nom était la création de son premier éditeur, Kiichi Toyoda, qui voulait que le titre évoque un weekend relaxant.
L'index distinctif du Weekly Shōnen Sunday, qui apparaît dans le coin inférieur gauche de chaque page du magazine, a fait ses débuts subtils dans le numéro 4/5 de 1969. Cette particularité discrète, toujours présente mais facilement négligée, a été référencée comme un élément de l'intrigue dans 20th Century Boys. La mascotte la plus remarquable du Sunday, un poisson casqué a fait ses débuts dans les années 1980.
Avant les années 1990 et 2000, aucune série du Weekly Shōnen Sunday ne comptait plus de 40 volumes, mais cela a commencé à changer avec des séries telles que Détective Conan, Major, Inu-Yasha, Shijō saikyō no deshi Ken-ichi et Karakuri Circus, qui ont maintenu un haut niveau de popularité.
Dans un événement rare en raison de la proximité des dates de fondation des deux magazines,Weekly Shōnen Sunday et Weekly Shōnen Magazine ont publié un numéro combiné spécial le 19 mars 2008. De plus, d'autres événements commémoratifs, marchandises et mangas crossover étaient prévus pour l'année suivante dans le cadre des célébrations. Le livre Shonen Sunday 1983a été publié le 15 juillet 2009 pour célébrer l'anniversaire et l'apogée des magazines. Il réimprime des mangas de 1983, tels que Urusei Yatsura et Touch, et a des entretiens avec leurs créateurs ainsi qu'avec des artistes qui ont été inspirés par la série de cette période, comme Gōshō Aoyama.
Pour célébrer le 55e anniversaire du Weekly Shōnen Sunday, 55 nouvelles séries de mangas ont été lancées dans les magazines imprimés et en ligne Weekly Shōnen Sunday, Shōnen Sunday Super, Ura Sunday et Club Sunday tout au long de l'année à partir de mars 2014.

## Mangas publiés dans leWeekly Shōnen Sunday
Œuvres notables ayant été pré-publiées dans ce magazine :
- Cyborg 009
- Cross Game
- L'École emportée
- Ken-ichi
- Ranma 1/2
- Détective Conan
- Silver Spoon
- Hayate the Combat Butler

## Publications en cours
Manga à parution irrégulière.
| Titre | Auteur                                           | Première publication |
| --- | ------------------------------------------------ | -------------------- |
| 008 : Apprenti Espion (君は008, Kimi wa 008)                                                                                               | Syun Matsuena                                    | février 2018         |
| Ad Astra per Aspera (アド アストラ ペル アスペラ, Ado Asutora peru Asupera)                                                                | Kenjirō Hata                                     | septembre 2015       |
| Akatsuki Jihen (朱月事変) | Chigusa Ichihara                                 | septembre 2022       |
| Aozakura (あおざくら 防衛大学校物語, Aozakura: Bōei Daigakukō Monogatari)                                                                  | Hikaru Nikaidō                                   | avril 2016           |
| Be Blues! (BE BLUES!〜青になれ〜, Be Blues! - Ao ni Nare)                                                                                  | Motoyuki Tanaka                                  | janvier 2011         |
| Call of the Night (よふかしのうた, Yofukashi no Uta)                                                                                       | Kotoyama                                         | août 2019            |
| Détective Conan (名探偵コナン, Meitantei Konan)                                                                                            | Gōshō Aoyama                                     | janvier 1994         |
| Daiku no Hatō (第九の波濤) | Michiteru Kusaba                                 | avril 2017           |
| Detective Conan: Zero's Tea Time (名探偵コナン ゼロの日常, Meitantei Konan: Zero no Nichijō)                                               | Takahiro Arai                                    | mai 2018             |
| Tonikaku Kawaii: Fly Me to the Moon (トニカクカワイイ, Tonikaku Kawaii)                                                                    | Kenjirō Hata                                     | février 2018         |
| Frieren (葬送のフリーレン, Sōsō no Frieren)                                                                                                | Kanehito Yamada (scénario), Tsukasa Abe (dessin) | avril 2020           |
| GOLDEN SPIRAL | Tsubasa Fukuchi                                  | avril 2022           |
| Komi cherche ses mots (古見さんは、コミュ症です。, Komi-san wa, Komyu-shō desu.)                                                           | Tomohito Oda                                     | mai 2016             |
| Kono Manga no Heroine wa Morisaki Amane desu. (このマンガのヒロインは守崎あまねです。, Kono Manga no Hiroin wa Morisaki Amane desu.)       | Nekoguchi                                        | avril 2022           |
| Kowloon jō de Mōichido (九龍城でもう一度, Kyūryū jō de Mōichido)                                                                           | Sanshi Fujita                                    | octobre 2022         |
| Last Karte: Hōjūi Gakusha Tōma Kenshō no Kioku (ラストカルテ―法獣医学者 当麻健匠の記憶―, Rasuto Karute Hōjūi Gakusha Tōma Kenshō no Kioku) | Wakabi Asayama                                   | janvier 2022         |
| Magic Kaito (まじっく快斗, Majikku Kaito)                                                                                                  | Gōshō Aoyama                                     | juin 1987            |
| La Maison des Maiko (舞妓さんちのまかないさん, Maiko-san chi no Makanai-san)                                                               | Aiko Koyama                                      | décembre 2016        |
| Major 2nd (MAJOR 2nd) | Takuya Mitsuda                                   | mars 2015            |
| Mao (マオ, Mao) | Rumiko Takahashi                                 | mai 2019             |
| Mikadono-san Shimai wa Angai Choroi. (帝乃三姉妹は案外、チョロい。)                                                                        | Aya Hirakawa                                     | décembre 2021        |
| Red Blue (レッドブルー, Reddo Burū) | Atsushi Namikiri                                 | janvier 2022         |
| Romantic Comedy Quest (ラブコメクエスト, Rabu Kome Kuesuto)                                                                                | mmk                                              | mai 2022             |
| Ryū to Ichigo (龍と苺) | Mitsuharu Yanamoto                               | mai 2020             |
| Shibuya Near Family (シブヤニアファミリー, Shibuya Nia Famirī)                                                                             | Kōji Kumeta                                      | octobre 2021         |
| Shiroyama to Mita-san (白山と三田さん) | Yuhei Kusakabe                                   | décembre 2021        |
| Sleepy Princess in the Demon Castle (魔王城でおやすみ, Maōjō de Oyasumi)                                                                   | Kagiji Kumanomata                                | mai 2016             |
| Sōei Sōsho (双影双書) | Erika Funamoto                                   | octobre 2022         |
| Tokachi Alone Plantation (十勝ひとりぼっち農園, Tokachi Hitoribocchi Nōen)                                                                 | Yūji Yokoyama                                    | novembre 2017        |
| Typhoon Relief (タイフウリリーフ, Taifu Rirīfu)                                                                                            | Yomogi Mogi                                      | janvier 2022         |
| Vigness Sanshiki (ビグネス参式, Bigunesu Sanshiki)                                                                                         | Katsurō                                          | septembre 2022       |
| Volley Volley (ボレーボレー, Borē Borē) | Kawabatao                                        | avril 2022           |

## Circulation
| Année / période                | Tirage hebdomadaire | Ventes de magazines | Recettes de ventes                 | Prix du numéro |
| ------------------------------ | ------------------- | ------------------- | ---------------------------------- | -------------- |
| 1986                           | 1,600,000           | 83,200,000          | ¥14,976,000,000                    | ¥180           |
| 1987                           | 1,300,000           | 67,600,000          | ¥12,168,000,000                    | ¥180           |
| 1988                           | 1,300,000           | 67,600,000          | ¥12,168,000,000                    | ¥180           |
| 1989                           | 1,400,000           | 72,800,000          | ¥13,104,000,000                    | ¥180           |
| 1990                           | 1,350,000           | 70,200,000          | ¥12,636,000,000                    | ¥180           |
| 1991                           | 1,350,000           | 70,200,000          | ¥12,636,000,000                    | ¥180           |
| 1992                           | 1,350,000           | 70,200,000          | ¥13,338,000,000                    | ¥190           |
| 1993                           | 1,270,000           | 66,040,000          | ¥12,547,600,000                    | ¥190           |
| 1994                           | 1,270,000           | 66,040,000          | ¥13,868,400,000                    | ¥210           |
| 1995                           | 1,400,000           | 72,800,000          | ¥15,288,000,000                    | ¥210           |
| 1996                           | 1,530,000           | 79,560,000          | ¥21,481,200,000                    | ¥270           |
| 1997                           | 1,650,000           | 85,800,000          | ¥23,166,000,000                    | ¥270           |
| 1998                           | 1,700,000           | 88,400,000          | ¥23,868,000,000                    | ¥270           |
| 1999                           | 1,630,000           | 84,760,000          | ¥22,885,200,000                    | ¥270           |
| 2000                           | 2,020,000           | 105,040,000         | ¥28,360,800,000                    | ¥270           |
| 2001                           | 1,500,000           | 78,000,000          | ¥21,060,000,000                    | ¥270           |
| 2002                           | 1,530,000           | 79,560,000          | ¥21,481,200,000                    | ¥270           |
| 2003                           | 1,310,000           | 68,120,000          | ¥18,392,400,000                    | ¥270           |
| 2004                           | 1,160,913           | 60,367,476          | ¥16,299,218,520                    | ¥270           |
| 2005                           | 1,068,235           | 55,549,780          | ¥14,998,440,600                    | ¥270           |
| Janvier 2006 - Août 2006       | 1,003,708           | 34,795,211          | ¥9,394,706,970                     | ¥270           |
| Septembre 2006 - Décembre 2006 | 1,010,000           | 17,506,667          | ¥4,726,800,090                     | ¥270           |
| 2007                           | 940,000             | 48,880,000          | ¥13,197,600,000                    | ¥270           |
| 2008                           | 873,438             | 45,418,776          | ¥12,263,069,520                    | ¥270           |
| Janvier 2009 - Septembre 2009  | 773,062             | 30,149,418          | ¥8,140,342,680                     | ¥270           |
| Octobre 2009 - Septembre 2010  | 678,917             | 35,303,684          | ¥9,531,994,680                     | ¥270           |
| Octobre 2010 - Septembre 2011  | 611,146             | 31,779,592          | ¥8,580,489,840                     | ¥270           |
| Octobre 2011 - Septembre 2012  | 539,521             | 28,055,092          | ¥7,574,874,840                     | ¥270           |
| Octobre 2012 - Septembre 2013  | 512,250             | 26,637,000          | ¥7,165,353,000                     | ¥269,          |
| Octobre 2013 - Septembre 2014  | 456,375             | 23,731,500          | ¥6,407,505,000                     | ¥270           |
| Octobre 2014 - Septembre 2015  | 390,521             | 20,284,436          | ¥5,477,607,720                     | ¥270           |
| Octobre 2015 - Septembre 2016  | 350,521             | 18,227,092          | ¥4,921,314,810                     | ¥270           |
| Octobre 2016 - Septembre 2017  | 317,458             | 16,507,816          | ¥4,457,110,320                     | ¥270           |
| Octobre 2017 - Mars 2018       | 302,167             | 7,856,342           | ¥2,121,212,340                     | ¥270           |
| 1989 à Mars 2018               | 36,000,000          | 1,876,972,882       | ¥448,682,441,140 (3,50 millions €) |                |

## Éditeurs
- Kiichi Toyoda (豊田亀市, Toyoda Kiichi?) (1959-1960)
- Yoshio Kinoshita (木下芳雄, Kinoshita Yoshio?) (1960-1963)
- Michio Tamio (堧水尾道雄, Tamio Michio?) (1963-1965)
- Yunosuke Konishi (小西湧之助, Konishi Yunosuke?) (1965-1967)
- Yoshiya Takayanagi (高柳義也, Takayanagi Yoshiya?) (1967-1969)
- Yoshio Kinoshita (木下賀雄, Kinoshita Yoshio?) (1969-1970)
- Shizuo Watanabe (渡辺静夫, Watanabe Shizuo?) (1970-1972)
- Keizo Inoue (井上敬三, Inoue Keizō?) (1972-1977)
- Kazuki Tanaka (田中一喜, Tanaka Kazuki?) (1977-1984)
- Koichiro Inomata (猪俣光一郎, Inomata Kōichirō?) (1984-1987)
- Harunori Kumagai (熊谷玄典, Kumagai Harunori?) (1987-1991)
- Takashi Hirayama (平山隆, Hirayama Takashi?) (1991-1994)
- Harunori Kumagai (熊谷玄典, Kumagai Harunori?) (1994-1996)
- Toyohiko Okuyama (奥山豊彦, Okuyama Toyohiko?) (1996-2000)
- Shinichiro Tsuzuki (都築伸一郎, Tsudzuki Shinichirō?) (2000-2001)
- Shinichi Mikami (三上信一, Mikami Shinichi?) (2001-2004)
- Masato Hayashi (林正人, Hayashi Masato?) (2004-2009)
- Masaki Nawata (縄田正樹, Nawata Masaki?) (2009-2012)
- Yu Torimitsu (鳥光裕, Torimitsu Yū?) (2012-2015)
- Takenori Ichihara (市原武法, Ichihara Takenori?) (2015-2021)
- Kazunori Oshima (大嶋一範, Ōshima Kazunori?) (2021-en cours)

### Sources
1. ↑  (en) « Japanese Language Magazines Releases », sur patlabor.info (consulté le 24 février 2020)
2. ↑  (en) « Shōnen Sunday's 50th Anniversary », sur Rumic World, 13 avril 2008 (consulté le 24 février 2020)
3. ↑  (en) Egan Loo, « Shōnen Magazine Shōnen Sunday Mark 50th Anniversary : Rival mags share crossover cover on Wednesday; joint Konami game planned », sur Anime News Network, 18 mars 2008 (consulté le 24 février 2020)
4. ↑  (en) Egan Loo, « Shonen Sunday 1983 Book Honors Manga Magazine's Heyday : Rumiko Takahashi's Urusei Yatsura, Touch, Blazing Transfer Student featured », sur Anime News Network, 6 septembre 2009 (consulté le 24 février 2020)
5. ↑  (en) Sarah Nelkin, « Shonen Sunday Family to Launch 55 Manga to Mark 55th Year : Manga by Itsuwaribito's Iinuma & Cheeky Angel's Nishimori, Detective Conan & Gundam spinoffs, more », sur Anime News Network, 3 mars 2014 (consulté le 24 février 2020)
6. 1 2 3  (en) « An Analysis of Weekly Manga Magazines Price for the Past 30 Years », sur ComiPress, 6 avril 2007 (consulté le 1er mars 2022)
7. 1 2  (en) « Weekly Shonen Sunday's Price Cut Leads to 30% Sales Jump », sur Anime News Network, 25 juillet 2013 (consulté le 1er mars 2022)
8. ↑  (en) « Shogakukan's Weekly and Monthly Shonen Sunday Go Digital from Today », sur Crunchyroll, 13 juillet 2016 (consulté le 1er mars 2022)